# DragonQuest (jeu de rôle)
DragonQuest est un jeu de rôle médiéval-fantastique édité à l'origine par Simulation Publications (en) (SPI). Cet article n'a pas grand-chose en commun avec le jeu vidéo japonais Dragon Quest à part qu'il obligea ce dernier, pour des raisons légales, à s'appeler Dragon Warrior aux USA.

## Présentation
La première version du jeu avait un côté très tactique directement inspiré du jeu Arena of Death, l'ancêtre de DragonQuest, aussi édité par SPI.
Les actions étaient alors réalisées en dépensant des AP (Action Points) et les affrontements se déroulaient sur une carte hexagonale.
Cette notion d'AP disparut avec la seconde édition pour être remplacée par un système de tours plus classique.
Lorsque la maison d'édition d'origine fit faillite, TSR racheta les droits et tenta de relancer le jeu avec une troisième édition.
DragonQuest fut l'un des premiers jeu de rôles à inclure un système de coups critiques et de choc en retour pour la magie.

## Éditeur
- SPI
- TSR (3e édition)

## Parutions

### Règles
- DragonQuest 1re Ed (1980)
- DragonQuest 2e Ed (1981)
- DragonQuest 2e Ed Révisée (1982) en conjonction avec Bantam Books
- DragonQuest 3e Ed (1989) publiée par TSR

### Suppléments
- GM's Screen (1980)
- GM's Screen 2e Ed (1982)
- Heroes and Villains (1982) publiée par Judges Guild
- Arcane Wisdom (jamais publié)

### Cadre de campagne
- The Frontiers of Alusia (1981)

### Aventures
- The Palace of Ontoncle (1980)
- The Blade of Allectus (1980)
- The Enchanted Wood (1981)
- Magebird Quest (1982) publiée par Judges Guild
- Starsilver Trek  (1982) publiée par Judges Guild
- DQ1 The Shattered Statue (1988) publiée par TSR